# 愛勺

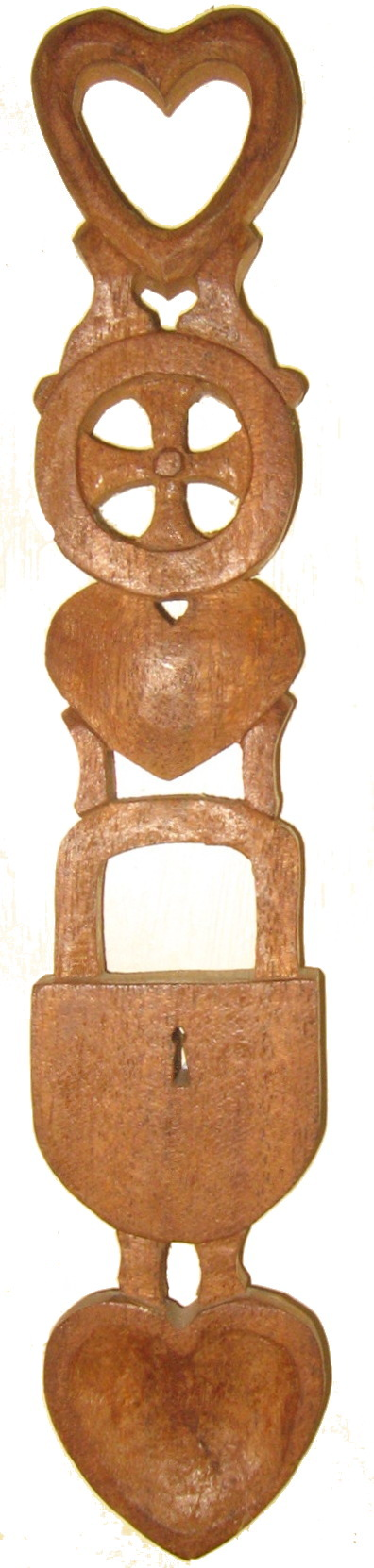
威爾斯愛勺，裝飾有心形、鎖和輪子圖案

愛勺（英語：lovespoon）是一種裝飾性雕刻木質勺子，傳統上作為禮物使用。愛勺通常裝飾有愛的象徵，以顯示雕刻師的手藝。由於其複雜的設計，愛勺不再作為普通的勺子使用，通常作為裝飾工藝品使用。

## 起源
愛勺是一種起源於17世紀的傳統工藝品。多代人在勺子上添加雕刻裝飾，令勺子失去其原本的實用性，變成掛在牆上的裝飾品。水手們經常在航海途中雕刻愛勺，因此許多愛勺都有錨的圖案。
已知最早的威爾斯愛勺展示在卡迪夫附近的聖法根國家歷史博物館，其歷史可追溯至1667年。但其歷史可追溯至更久之前。世界上最早的愛勺起源於德國，其歷史可追溯至1664年。

## 象徵
愛勺通常是年輕男性送給女性的求婚禮物。對女方父親而言，愛勺可作為檢驗求婚者是否具有養家能力和木工技能的方法。一些象徵具有特定含義：馬蹄鐵象徵幸運、十字架象徵信仰、鐘象徵婚姻、心象徵愛情、車輪象徵被愛的人、鎖象徵安全、鑽石象徵財富和幸運、花象徵情意。球形數量代表想要的孩子人數。鏈子等難度較高的雕刻則得以展示雕刻師的技能。
雖然威爾斯的愛勺最為著名，但在斯堪地納維亞和東歐的部分地區亦有製作愛勺的傳統，並且有獨自的風格的技藝。現在愛勺被廣泛作為禮物使用。

## 婚禮勺

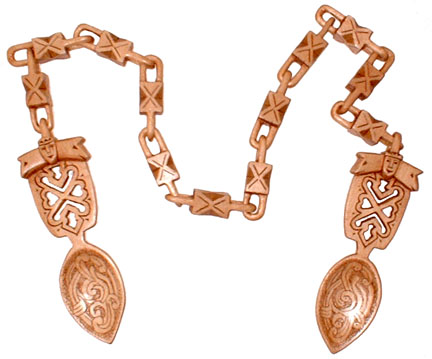
挪威婚禮勺

在過去，挪威的新婚夫婦用連在一起的勺子吃飯，象徵他們的婚姻。在一些民俗博物館可以看到類似的鏈式勺子。1967年，《流行科學》（Popular Science）出版了一種鏈式勺子的設計。

## 延伸閱讀
- H.E.Roese (2017). Welsh Love Spoon Controversy. https://sites.google.com/site/welshlovespooncontroversy （页面存档备份，存于）
- David Western. . East Petersburg, Pennsylvania, US: Fox Chapel Publishers. 2008. ISBN 978-1-56523-374-4.
- David Western. . East Petersburg, Pennsylvania, US: Fox Chapel Publishers. 2012. ISBN 978-1-56523-673-8.
- Herbert E. Roese. . The Bulletin of the Board of Celtic Studies. 1988, 35: 106–116.
- Trefor M. Owen. . Swansea: Celtic Educational (Services). 1973.
- J.R.Allen. . Archaeologia Cambrensis. 1906,. 6th series VI: 47–53.